# Geniotrigona thoracica
Geniotrigona é um gênero de abelha sem ferrão presente do sudeste asiático e da parte norte da Oceania. Existem por volta de 500 espécies de abelhas sem ferrão no mundo catalogadas em diversos gêneros diferentes. Muitas espécies ainda não foram descobertas e outras estão passando por revisões para reenquadrá-las como novas espécies ou pertencentes a outros gêneros.
Existe até o momento 1 espécie de Geniotrigona catalogada, já existiram 3, mas 2 foram reclassificadas. A única espécie restante é:
| Gênero       | Espécie                | Nome popular (se tiver) |
| Geniotrigona | Geniotrigona thoracica | Geniotrigona thoracica  |